# Rayleighafstand
De rayleighafstand werd ingevoerd door Lord Rayleigh en geeft de scheiding aan tussen het nabije veld en het verre veld bij diffractie van een golf.
Als de kenmerkende afmeting van een voorwerp w is en de golflengte van de invallende golf lambda, dan wordt de rayleighafstand zF gegeven door zF = pi w² / lambda. Beneden die afstand geldt de ingewikkelde diffractietheorie van Fresnel. Boven die afstand geldt de meer eenvoudige diffractietheorie van Fraunhofer.
Het begrip geldt algemeen voor om het even welke soort golven, ongeacht of dat elektromagnetische golven, geluidsgolven, watergolven, of wat dan ook voor golven zijn.